# Señor de los Milagros (San Pedro de los Milagros)
El Señor de los Milagros de San Pedro, es una imagen de la crucifixión de Cristo, de culto católico, ubicada en el Altar Mayor de la Basílica Menor del Señor de los Milagros del municipio colombiano de San Pedro de los Milagros, en el departamento de Antioquia.
Dicha imagen es considerada milagrosa, por tal razón, los peregrinos provenientes de diferentes partes del país (especialmente de Antioquia donde tiene gran arraigo), viajan allí a cumplir con sus promesas. La iglesia celebra esta devoción, el 3 de mayo de cada año.

## Características
La imagen que se venera hoy tiene una cruz distinta, pues la original debió de ser cambiada en 1896 por el mal estado en que se encontraba. Dicho cambio fue impulsado por la población de San Pedro, encabezada por el sacerdote Laureano López de Mesa. Para ello, el padre contactó a tres hermanos orfebres de la ciudad de Rionegro: Agapito, Carlos y Rafael Jaramillo, quienes, realizaron una nueva cruz decorada con metales y piedras preciosas. 
Fuera de ello ha sido decorada en varias ocasiones y enriquecida con joyas y piedras preciosas donadas por piadosos peregrinos en pago de favores recibidos. La cruz original aun la conserva la parroquia de San Pedro.
El Cristo que mide 50 centímetros de pies a cabeza y 41 en los brazos, no ha sufrido modificación alguna y sus dimensiones son originales. La Cruz tiene de largo un metro con cinco centímetros, incluyendo la peana, y sesenta centímetros de ancho en los brazos. La fiesta patronal desde hace más de un siglo se celebra el tres de mayo, cuando la Iglesia Católica conmemora la Invención de la Santa Cruz.

## Historia
No existe historia escrita sobre el origen de la imagen del Señor Crucificado que indique la manera como llegó a San Pedro. La tradición popular, transmitida oralmente de generación a generación sin sustancial modificación, es considerada por los devotos como la historia real y verídica que a continuación será citada. Además, en los archivos parroquiales se hallan algunos datos, que respaldan parte de la historia popular, imprimiéndole mayor credibilidad.

### Origen popular
Transcurría el año de 1774 cuando dos viajeros que decían venir de Buga (Valle del Cauca), arribaron a San Pedro, con una imagen de un cristo crucificado, el cual expusieron a la veneración de los feligreses en la pequeña capilla pajiza que en aquel entonces servía para el culto divino.
Aunque oficialmente no lo indicaron, parecían ser comerciantes de cristos de madera, elaborados a imitación del Señor de los Milagros de Buga, imagen que desde años antes se veneraba. Después de haber expuesto la imagen, la única que les quedaba, la ofrecieron en venta en aquel momento al mayordomo de fábrica, de cuyo nombre no aparece por ninguna parte. No se logró concretar ningún negocio, pues el precio de 300 pesos fijado por los vendedores parecía elevado y, más aún, que en el pueblo se hallaban varios crucifijos para la veneración. No obstante, frente a la belleza de la imagen y el fervor que había despertado entre los feligreses, el mayordomo ofreció por ella la cantidad de doscientos pesos, suma que no fue aceptada. En tales circunstancias, los vendedores empacaron su mercancía y al amanecer de un día de junio salieron de viaje hacia la población de Copacabana.

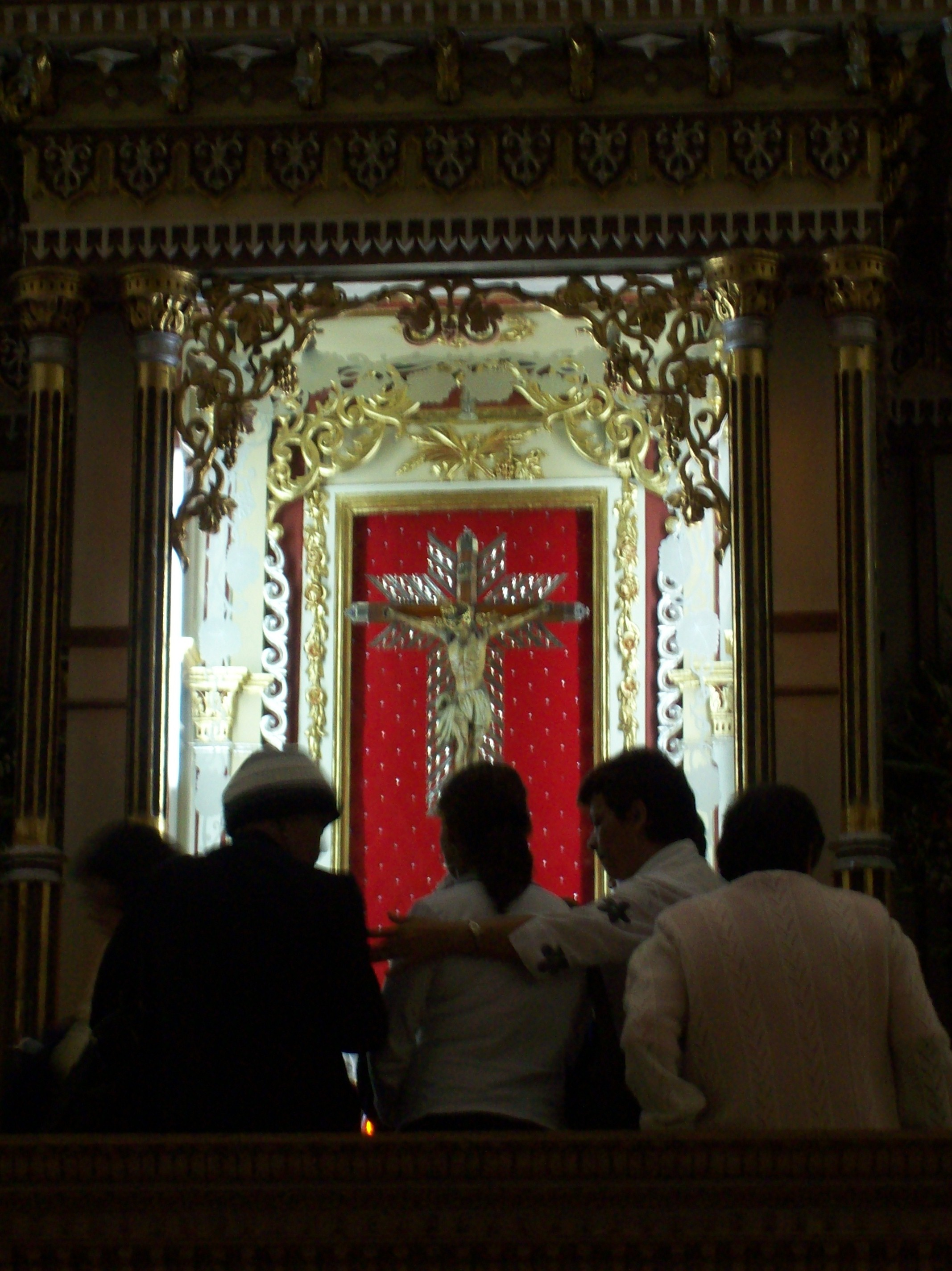
Imagen del Señor de los Milagros con los devotos que lo visitan.

A poco tiempo de estar caminando y en el lugar conocido como Morro Negro (por el color de la tierra), el que cargaba la imagen comenzó a sentir que el peso aumentaba sin motivo alguno en ella. Fue tal, que pocos metros hubo de buscar la orilla del camino para descansar un poco sobre un barranco, pues no podía con su carga. Ayudado por su compañero trató de levantarla varias veces, pero fue imposible. Personas que por allí pasaban tomaron parte en la labor después de escuchar lo sucedido y trataron de alzar el fardo con consecuencias negativas, no obstante ser ya, más de cinco personas quienes lo intentaban. Después de dos horas de forcejeo inútil se dieron por rendidos y decidieron, de ser posible, volver a San Pedro, donde contaron lo que había pasado. El suceso se regó rápidamente por el pueblo y decenas de personas salieron al encuentro del Cristo, en toda una romería. El peso regresó a su estado normal cuando al ser levantado, decidieron retornar con él al pueblo.
La imagen fue expuesta una vez más a la veneración, entre las personas crecía mayor admiración por ella y, al no hallar razón alguna que explicara lo sucedido, lo tomaron como un milagro, en el cual la imagen manifestaba con ello su voluntad de permanecer en San Pedro. Así fue por cuanto los vendedores concretaron negocio en los doscientos pesos ofrecidos por el mayordomo y la imagen entró en la capilla pajiza para quedarse en el pueblo.

### Referencia histórica
Es muy importante resaltar el año de 1774 en que esto ocurrió, pues aunque no se tiene datos escritos de como llegó la imagen a San Pedro, si se tiene documentación que indica que la imagen si llegó en ese año. Todo ello con el fin de despejar las dudas generadas por el error histórico, en el cual se afirma que la imagen del Señor de los Milagros se quedó en San Pedro en 1837, cuando era Mayordomo de Fábrica Juan Nepomuceno Gutiérrez, fecha que dio origen a la celebración del centenario de la llegada de la imagen en 1937, siendo párroco el presbítero Antonio María Peña Tobón.
Este error es necesario aclararlo, pues en 1937 lo que verdaderamente se cumplió fue el centenario de la erección de la Hermandad de Jesús Crucificado, que se estableció a petición de algunos habitantes de San Pedro, encabezados por Juan Nepomuceno Gutiérrez, al obispo de Antioquia Juan de la Cruz Gómez Plata. Así consta en el certificado expedido por Juan Antonio Pardo en calidad de secretario interino del obispo, el que en algunas secciones dice: "Que habiéndose presentado a su Señoría ilustrísima el señor Juan Nepomuceno Gutiérrez y el presbítero Juan C. Botero con los documentos bastantes pidiendo se permitiese la erección de una Confraternidad en favor del Señor Crucificado, con fecha diez de abril de 1837, decretó lo siguiente….” Luego sigue la decisión del prelado, por medio de la cual atiende la petición y establece la citada Hermandad, otorga indulgencias a sus miembros, determina la fecha de la celebración de su fiesta y señala todos los más requisitos canónicos al respecto.

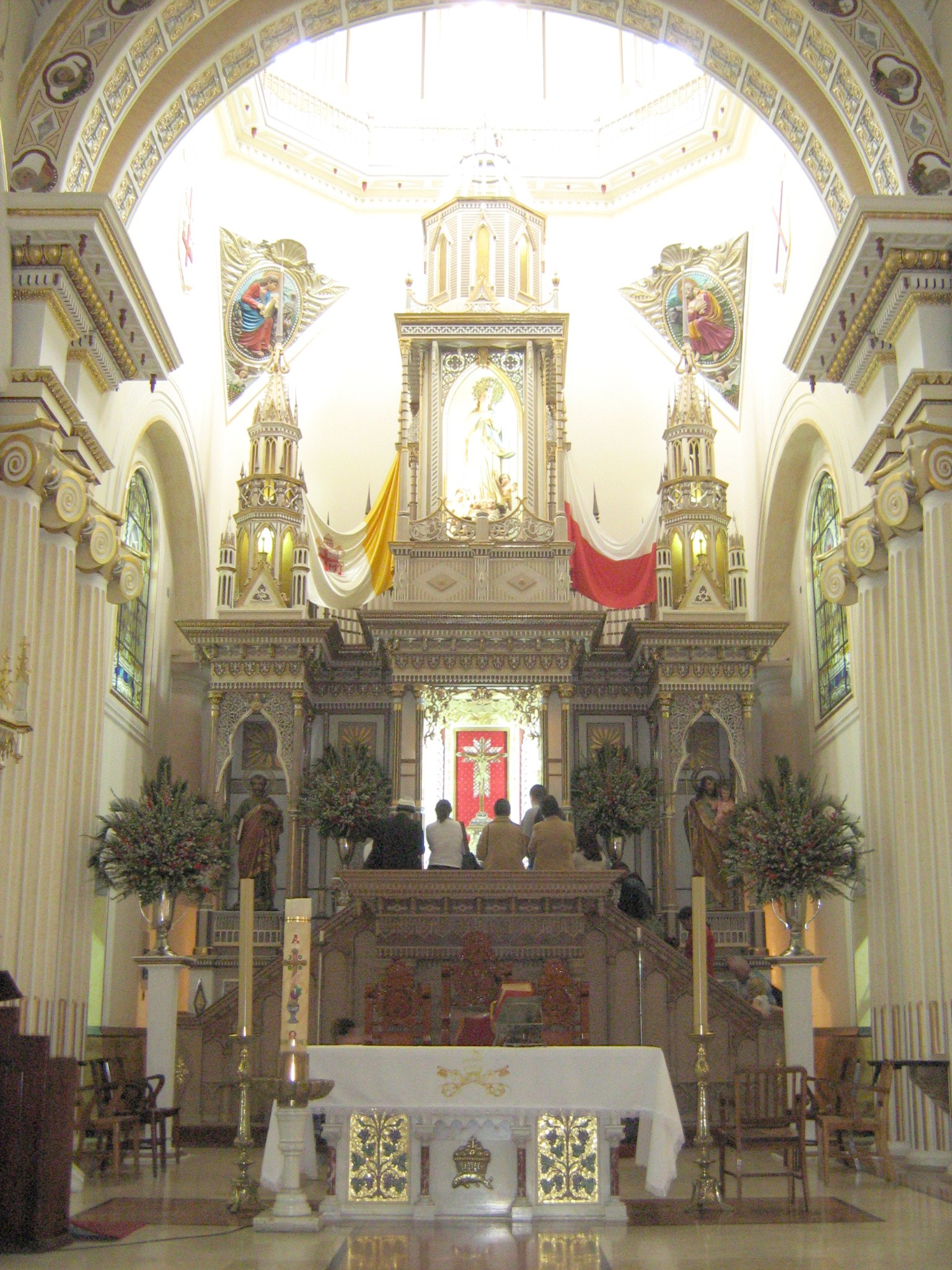
Retablo mayor donado en 1896 por José Milagros Gómez y familia, y desde entonces alberga la venerada imagen.

Como puede apreciarse, dicho certificado no indica la llegada de la imagen a San Pedro. Pero otra serie de documentos hallados en los archivos parroquiales dan a entender que la imagen ya se encontraba antes de 1837. Veamos:
Fray Mariano Garnica, Obispo de Antioquia, después de la visita pastoral realizada el 22 de diciembre de 1830, deja unas recomendaciones, en las que dice: "Artículo 27 - Como las pequeñas rentas y limosnas del Señor de los Milagros y de Nuestra Señora de las Mercedes, no constituyen una cofradía formal, nombramos por Tesorero y Mayordomo al señor don Juan Nepomuceno Gutiérrez, para que con absoluta independencia de las rentas de fábrica, administre sus rentas y limosnas y propenda al culto y veneración de estas imágenes, llevando sus cuentas de carga y data, según queda ordenado en los artículos anteriores...". 
En los archivos parroquiales aparece también una nota del obispo de Popayán, Salvador Ximénez de Enciso y Cobos Padilla, fechada el 3 de septiembre de 1824, donde responde al párroco una petición de indulgencias. Dice así: "Señor Presbítero Franco Balbín -Mi estimado Cura V de todo mi aprecio-. He recibido la de V, y en su contestación debo decirle: que deseando complacerlo en todo, le remito el adjunto impreso firmado y en blanco para que en él ponga cuarenta días de indulgencia, por cada uno de los objetos que me pide: Y no concurriendo otra cosa, deseo que V, la pase muy bien y mande cuanto sea de su agrado a este su muy fino apartado servidor y compatriota que de corazón lo ama. Salvador, Obispo Popayán.”
Luego se lee a continuación las concesiones que envía el prelado, donde aparece que a “todos los fieles por cada vez que rezaren devotamente al Sr. Crucificado del Milagro un credo- 40 días de indulgencia….".
En un documento del 17 de junio de 1798, afirma el párroco que asistió junto con dos testigos a la entrega que hizo el señor Félix Zapata de las alhajas pertenecientes a esta Santa Iglesia a Francisco Villardaga, como mayordomo de fábrica, en dicho documento está una lista de varias cosas y objetos y luego en una parte dice: “Una efigie del Cristo Milagroso y otras 3 que sirven para decir misa en los tres altares...", "unas andas del Señor Milagroso sobredoradas… etc.-". Firman Francisco Villardaga, Alejandro Barrientos, José A. Delgado, Félix Zapata.
El 17 de febrero de 1792, el Obispo de Popayán, Ángel Velarde y Bustamante realizó una visita pastoral a San Pedro y en el auto (acta) que dejó al párroco, se nombran varios objetos de los cuales se lee: "Unas andas sobredoradas del Señor Milagroso y otras de San Pedro, también sobredoradas. Un escaño para guardar la zera del Señor Milagroso".
En septiembre de 1874, el obispo de Medellín José Joaquín Isaza, realizó una visita pastoral, en la cual su secretario hace una mención detallada de la imagen del Señor Milagroso y concluye: "Desde esa época que data de más de cien años, la Imagen del Señor de los Milagros se conserva en San Pedro con gran veneración, tiene una cofradía establecida y con las limosnas de los devotos se hacen en gran parte las funciones del culto...".
De acuerdo con lo anterior, se puede concluir que en 1792, ya en San Pedro se hallaba la imagen del Señor de los Milagros y el secretario del obispo José Joaquín Isaza habla de cien años atrás. Más aún; aunque no existe documento que así lo certifique, se desprende del auto de visita realizada por el obispo Ángel Velarde y Bustamante el 17 de febrero de 1792, que ella se originó en el milagro de volverse pesada la imagen hasta el punto de no poder levantarla entre cinco personas, cosa que se comentó en Popayán cinco años después y motivó al Obispo a preparar viaje para conocerla y a la vez indagar adecuadamente cuanto sobre el tema se decía. Esto logró efectuarse unos diez años más tarde cuando por medio de cartas cruzadas, el cura corroborara al obispo la verdad del extraordinario acontecimiento. Todo ello teniendo en cuenta la distancia y los problemas para un viaje a todo lo largo del territorio colombiano. Haciendo cuentas se tiene que los rumores llegaron a Popayán cinco años después. Se preparó el viaje que se efectuó diez años adelante de haberse confirmado por cartas que a lo largo de tres años difundieron lo ocurrido. Se tiene entonces dieciocho años anteriores a la visita que nos suministran el año exacto de la llegada a San Pedro de la imagen del Señor de los Milagros: 1774. Concuerda igualmente con la apreciación del secretario del obispo José Joaquín Isaza.
En definitiva todo indica que en ese año (1774) llegó la imagen, a no ser que más adelante se demuestre lo contrario. En cuanto al mes, no hay dato exacto que se pudiera obtener de los documentos, se tienen algunos recibos casi ininteligibles, uno por la suma de doscientos pesos, valor de una imagen de un crucifijo, allí la fecha está totalmente borrada.